# FK Ilūkste
FK Ilūkste NSS (Ilūkstes Novada Sporta Skolas Futbola Klub) is een Letse voetbalclub uit Ilūkste.
De club werd in 1988 opgericht als Zemgale en begon direct op het hoogste niveau van de Letse SSR. In 1989 werd de naam Varpa aangenomen en in 1991 speelde de club als Varpa Dilar. In 1992, na de onafhankelijkheid begon de club als Dilar in de Virslīga waarin het laatste werd. Hierna werd de club opgeheven.
In 1997 werd de club heropgericht als FK Ilūkste en een jaar later ging de club als Ceļinieks spelen. De club degradeerde in 1999 naar het derde niveau en ging op in Zibens/Zemessardze Daugavpils. In 2006 promoveerde de club en voor het seizoen 2007 werd de huidige naam aangenomen waarna de club door de bond gedurende de competitie teruggetrokken werd. In 2011 promoveerde de club weer naar de 1. līga waarin het in 2012 tweede werd en naar de Virslīga promoveerde. Daar werd de club in 2013 tiende en degradeerde. In 2014 werd niet gespeeld en in 2015 ging Ilūkste verder in de 2. līga.